# Gustavo Trelles
Gustavo Trelles (Minas, Uruguai, 15 de novembre de 1955) és un pilot de ral·li uruguaià actualment retirat que disputà el Campionat Mundial de Ral·lis.
Dins del Campionat Mundial de Ral·lis de Producció va guanyar el títol mundial durant quatre anys consecutius, els anys 1996, 1997, 1998 i 1999, amb diferents evolucions del Mitsubishi Lancer. A més a més, finalitzà en segona posició els anys 1990, 2000 i 2001.
En el WRC, el seu millor resultat absolut va ser un tercer lloc al Ral·li de l'Argentina de 1992 amb un Lancia Delta HF Integrale, mentre que a nivell classificatori, la seva millor temporada absoluta va ser la de l'any 1993, on va finalitzar en novena posició, just per darrere del seu company d'equip Carlos Sainz al Jolly Club.
També ha guanyat en quatre ocasions el Campionat d'Espanya de Ral·lis de Terra els anys 1988, 1989, 1990 i 1992, tots ells amb un Lancia Delta.